# Manokwari Selatan
Manokwari Selatan ist ein indonesischer Regierungsbezirk (Kabupaten) in der indonesischen Provinz Papua Barat auf der Insel Neuguinea. Stand 2020 leben hier circa 36.800 Menschen. Der Regierungssitz des Kabupaten Manokwari Selatan ist die  Stadt Ransiki.

## Geographie
| Distrikt Distrik | Dörfer Kampung/ Kelurahan | Fläche [km²] | Einwohner 2020 | Bevölkerungs- dichte |
| ---------------- | ------------------------- | ------------ | -------------- | -------------------- |
| Dataran Isim     | 12                        | 669,71       | 3.440          | 5                    |
| Momi Waren       | 7                         | 303,33       | 4.992          | 16                   |
| Nenei            | 7                         | 189,52       | 3.038          | 16                   |
| Oransbari        | 14                        | 295,41       | 7.291          | 25                   |
| Ransiki          | 13                        | 259,56       | 17.066         | 66                   |
| Tahota           | 4                         | 563,31       | 1.049          | 2                    |

Manokwari Selatan liegt im nördlichen Teil der Provinz Papua Barat auf der Vogelkophalbinsel. Dort bildet es das östliche Ende der Halbinsel. Im Norden grenzt es an die Regierungsbezirke Pegunungan Arfak und Manokwari. Im Westen grenzt es an den Kabupaten Teluk Bintuni, im Süden an den Kabupaten Teluk Wondama und Osten wird Mankowari Selatan vom Meer eingegrenzt. Administrativ unterteilt sich Manokwari Selatan in sechs Distrikte (Distrik) mit 57 Dörfern (Kampung).

## Einwohner
2020 lebten in Manokwari Selatan 36.876 Menschen. Die Bevölkerungsdichte beträgt 13 Personen pro Quadratkilometer. 81 Prozent der Einwohner sind Protestanten, 18 Prozent Muslime und 1 Prozent Katholiken.